# The New Reign
The New Reign es el primer EP de la banda estadounidense de metal progresivo Born of Osiris. Fue lanzado el 2 de octubre de 2007 a través de Sumerian Records. Este EP fue compuesto íntegramente por el baterista Cameron Losch cuando tenía entre 14 y 16 años y producido por el guitarrista de The Faceless, Michael Keene. También es el último lanzamiento de la banda con el guitarrista Matthew C. Pantelis. Pantelis se unió a la banda de deathcore Veil of Maya después de The New Reign.

## Lista de canciones
Todas las canciones escritas y compuestas por Cameron Losch. 
| Edición estándar |                          |          |  |
| N.º              | Título                   | Duración |  |
| 1.               | «Rosecrance»             | 2:11     |  |
| 2.               | «Empires Erased»         | 3:26     |  |
| 3.               | «Open Arms to Damnation» | 2:48     |  |
| 4.               | «Abstract Art»           | 3:14     |  |
| 5.               | «The New Reign»          | 2:22     |  |
| 6.               | «Brace Legs»             | 2:28     |  |
| 7.               | «Bow Down»               | 2:02     |  |
| 8.               | «The Takeover»           | 3:03     |  |

## Personal
Born of Osiris
- Ronnie Canizaro - voz principal
- Matthew C. Pantelis - guitarra principal
- Lee McKinney - guitarra rítmica
- David Darocha - bajo
- Joe Buras - teclados, coros
- Cameron Losch - batería